# 高晶一
高晶一，中国语言学家，北京第二外国语学院特聘教授。

## 个人介绍
高晶一毕业于爱沙尼亚塔尔图大学爱沙尼亚语与芬兰-乌戈尔语言学专业，研究生学历，博士学位，教授。现任北京第二外国语学院欧洲学院教授、北部系主任，兼任爱沙尼亚语专业带头人。

## 主要作品

### 著作
- （《中文》，著于 2015 年），与梅尔特·莱内梅特斯合著[2]，为爱沙尼亚第一部中文教材[1]。
- /《爱沙尼亚汉语基础词汇词典》，著于 2019 年[3]，为世界上第一部爱沙尼亚语-汉语词典[1]。

### 译作
- 《爱沙尼亚童话》(Eesti muinasjutud)，译于2010年[4]，为中国首部翻译自爱沙尼亚语的文学书籍。
- （《中国故事》），与梅尔特·莱内梅斯特合译，译于 2011 年，本书将中国作家张之路、沈石溪、秦文君、曹文轩的文章译作爱沙尼亚语。[5]